# Antonio Bonfini
Antonio Bonfini (en latin, Antonius Bonfinius) (né en 1427 à Patrignone, dans l'actuelle province d'Ascoli Piceno, dans la région des Marches et mort à Buda en 1502) était un écrivain italien du XVe siècle, qui fut à la fois un humaniste, un historien et un poète.

## Biographie
On ne sait que peu de choses sur ses origines familiales : son père Francesco di Achille Bonfini de la région de Patrignone, partit s'établir à Ascoli Piceno alors que son fils n'était encore qu'un enfant. Ce sont là des détails connus de la vie et des œuvres de son frère Matteo, lui aussi humaniste et grammairien, qui enseigna à Ascoli, Ancone puis Rome où il devint secrétaire du cardinal Raffaele Riario.
Antonio Bonfini grandit et étudia dans cette petite ville d’Ascoli, dont il prit même la nationalité. Il  s'efforça par la suite de décrire dans ses différentes œuvres la ville d'Ascoli. Il fut le disciple du philologue et humaniste Enoch d'Ascoli, se distingua dans l'étude des lettres latines et grecques dont il sera toute sa vie un grand connaisseur. Il enseigna d'abord à l'école publique d'Ascoli de 1463 à 1472, puis à Recanati (de 1473 à 1478). Il était également précepteur auprès de plusieurs grandes familles. En 1456, il épousa donna Spina, fille du capitaine et enseigne du patriciat d'Ascoli, Marino della Rocca. De cette union naquirent Francesco, Achille, Muzio, Giulio et une fille, Francesca Ventidia, sœur bénédictine du couvent de  Sant'Egidio d’Ascoli qui mourut âgée de 115 ans,.
Le fils aîné, Francesco, accompagna son père en Hongrie, devint médecin du pape Clément VII et enseigna la médecine à  l’université de Bologne et celle de Pérouse. Bonfini fut appelée en Hongrie par la reine Béatrice d'Aragon. La souveraine l'avait rencontré lors de son pèlerinage à la Sainte Maison de Lorette. À Budapest, il contribua, avec d'autres lettrés italiens de la cour, à diffuser la culture de la Renaissance en Hongrie tout en exerçant la charge d’historiographe à la cour du roi. Matthias Corvin l'employa également comme Maître de chapelle de la reine Béatrice. Le monarque hongrois avait attiré en effet de nombreux artistes et humanistes à sa cour et se constitua une fameuse bibliothèque : la Bibliotheca Corviniana. Le titre d’historiographe fut confirmé à Bonfini par Ladislas IV de Bohême, successeur de Corvin, qui lui demanda de poursuivre la composition de son « Histoire de la Hongrie », commencée sous son prédécesseur. L'humaniste put ainsi achever en 1495 ce travail, composé en latin. Ladislas IV, le couvrit d'honneurs et de récompenses : le 10 octobre 1492, il l'éleva au rang de chevalier, titre honorifique transmissible à ses héritiers ; lui remit les emblèmes royaux et lui conféra le privilège de porter sur ses armoiries le Lion de Bohême. Il mourut âgé de 75 ans, à la suite d'une attaque d'apoplexie qui le frappa en 1502, alors qu'il était sur le point de retourner en Italie. Il fut inhumé en l’église Sainte-Marguerite de Buda. À l'occasion du jubilé du cinquième centenaire de sa mort, les Hongrois lui ont dressé une statue dans le château de Budapest.

## Œuvres
On lui doit notamment un ouvrage qui devint rapidement une référence, Histoire de la Hongrie (en latin Rerum Ungaricarum decades), commandée par Mathias Corvin. Cet ouvrage a été  poursuivi par Nicolas Istuanfius, puis par Jacques Ketteler.